# Polypol
Das Polypol (altgriechisch πολυ poly „viel“ und altgriechisch πωλεῖν pōlein, „verkaufen“; also „Verkauf durch viele“) ist in der Wirtschaft eine Marktform, die durch viele Marktteilnehmer gekennzeichnet ist.

## Allgemeines
Marktteilnehmer auf einem beliebigen Markt (Gütermarkt, Finanzmarkt) sind die Anbieter und Nachfrager. Die Marktformen lassen sich hierbei auch danach unterscheiden, wie viele Anbieter oder Nachfrager vorhanden sind. Danach gibt es:
|          |        | Nachfrager | Nachfrager           | Nachfrager            |
| viele    | wenige | einer      |                      |                       |
| -------- | ------ | ---------- | -------------------- | --------------------- |
| Anbieter | viele  | Polypol    | Oligopson            | Monopson              |
| Anbieter | wenige | Oligopol   | bilaterales Oligopol | beschränktes Monopson |
| Anbieter | einer  | Monopol    | beschränktes Monopol | bilaterales Monopol   |

Beim Polypol kann zusätzlich danach unterschieden werden, ob viele Anbieter (Angebotspolypol) oder viele Nachfrager (Nachfragepolypol) vorhanden sind. Ein homogenes Polypol liegt vor, wenn vollständige Konkurrenz dazu führt, dass ein homogenes Gut ohne sachliche, persönliche, räumliche und zeitliche Präferenzen gehandelt wird und vollständige Markttransparenz herrscht. Fehlt eine dieser Bedingungen, handelt es sich um ein heterogenes Polypol mit heterogenen Gütern. Die Marktform des homogenen Polypols ist realitätsfremd, wobei Börsen diesem Idealfall am nächsten kommen. Homogene Polypole auf dem vollkommenen Markt ergeben die vollkommene Konkurrenz, heterogene Polypole auf dem unvollkommenen Markt ergeben die monopolistische Konkurrenz.

## Wirtschaftliche Aspekte
Da es viele Marktteilnehmer auf einer (oder beiden) Marktseiten (Angebot und Nachfrage) gibt, hat keiner der vielen Marktteilnehmer Marktmacht, die er dazu benutzen könnte, seine Interessen gegenüber der anderen Marktseite durchzusetzen. Auf diese Weise führt der Wettbewerb zwischen den Teilnehmern auf der polypolistischen Marktseite zu einer effizienten Koordination, so dass Polypole auch als „bestmögliche Marktform der Marktwirtschaft“ bezeichnet werden. Anders als in Oligopolen bzw. Oligopsonen ist die Teilnehmerzahl so groß, dass koordiniertes Verhalten der Marktteilnehmer, d. h. Kartelle, die das Ziel haben, die andere Marktseite zu übervorteilen, unwahrscheinlich sind.
Auf einem vollkommenen Markt können viele Anbieter oder Nachfrager wegen ihres geringen Marktanteils den Marktpreis durch ihr Marktverhalten nicht beeinflussen, der Marktpreis ist ein Datenparameter, das Marktvolumen ein Aktionsparameter. Sie verhalten sich deshalb als Mengenanpasser. Im Polypol findet die Gewinnmaximierung deshalb beim größtmöglichen Absatzvolumen, das in Höhe der Kapazitätsgrenze liegt, statt. Auf unvollkommenen Märkten herrscht dagegen monopolistische Konkurrenz (heterogenes Polypol). Je höher hier die Nachfrageelastizität ist, umso ähnlicher sind sich die Marktpreise und Mengen im Polypol und Monopol, desto geringer also die Marktmacht des Monopolisten.
Die doppelt geknickte Preis-Absatz-Funktion von Erich Gutenberg gilt in der Betriebswirtschaftslehre als theoretisch fundiert und hat sich zudem – sowohl für das Polypol als auch für das Oligopol – empirisch mehrfach bewährt. Gutenberg ging davon aus, dass im relativ unelastischen mittleren Teil der Funktion Preisänderungen lediglich geringfügige Nachfrageveränderungen auslösen, während Preisänderungen in den elastischen Randbereichen zu starken Nachfrageänderungen führen. Der grundsätzliche Verlauf der Preis-Absatz-Funktion ist Gutenberg zufolge im Polypol und Oligopol gleich.